# Apsilochorema vaneyam
Apsilochorema vaneyam är en nattsländeart som beskrevs av Schmid 1970. Apsilochorema vaneyam ingår i släktet Apsilochorema och familjen Hydrobiosidae. Inga underarter finns listade i Catalogue of Life.